# Bispinatus capillatus
Bispinatus capillatus is een keversoort uit de familie frambozenkevers (Byturidae). De wetenschappelijke naam van de soort is voor het eerst geldig gepubliceerd in 1995 door Goodrich & Springer.